# Playboy Playmate 1980-1989
La lista delle playmate apparse sulla pagina centrale (il cosiddetto centerfold) nelle edizione americana di Playboy dal 1980 al 1989.
| Anno | Nr. Playboy | Mese      | Modella                        | Seno | Coppa | Vita | Fianchi | Altezza (cm) | Peso (kg) | Nascita           |
| ---- | ----------- | --------- | ------------------------------ | ---- | ----- | ---- | ------- | ------------ | --------- | ----------------- |
| 1980 | 315         | gennaio   | Gig Gangel                     | 97   |       | 61   | 91      | 173          | 52        | 17 ottobre 1958   |
| 1980 | 316         | febbraio  | Sandra Joyce Cagle             | 89   |       | 64   | 89      | 165          | 4?        | 2 febbraio 1957   |
| 1980 | 317         | marzo     | Henriette Allais               | 89   |       | 64   | 91      | 173          | 57        | 22 luglio 1954    |
| 1980 | 318         | aprile    | Liz Glazowski                  | 86   |       | 61   | 84      | 165          | 50        | 19 dicembre 1957  |
| 1980 | 319         | maggio    | Martha Elizabeth Thomsen       | 94   |       | 61   | 89      | 175          | 59        | 25 gennaio 1957   |
| 1980 | 320         | giugno    | Ola Ray                        | 86   |       | 66   | 89      | 157          | 48        | 26 agosto 1960    |
| 1980 | 321         | luglio    | Teri Peterson                  | 89   |       | 56   | 86      | 170          | 47        | 6 novembre 1959   |
| 1980 | 322         | agosto    | Victoria E. Cooke              | 91   |       | 64   | 89      | 173          | 54        | 31 luglio 1957    |
| 1980 | 323         | settembre | Lisa Welch                     | 86   |       | 56   | 86      | 170          | 52        | 11 novembre 1960  |
| 1980 | 324         | ottobre   | Mardi Jacquet                  | 86   |       | 61   | 89      | 168          | 48        | 2 novembre 1960   |
| 1980 | 325         | novembre  | Jeana Tomasino                 | 86   |       | 58   | 84      | 170          | 48        | 18 settembre 1955 |
| 1980 | 326         | dicembre  | Terri Welles                   | 91   |       | 61   | 91      | 175          | 55        | 21 novembre 1956  |
| 1981 | 327         | gennaio   | Karen Elaine Price             | 97   |       | 66   | 94      | 165          | 56        | 17 luglio 1960    |
| 1981 | 328         | febbraio  | Vicki Lynn Lasseter            | 91   |       | 58   | 86      | 173          | 55        | 19 febbraio 1960  |
| 1981 | 329         | marzo     | Kymberly Herrin                | 91   |       | 61   | 91      | 173          | 57        | 2 ottobre 1957    |
| 1981 | 330         | aprile    | Lorraine Michaels              | 89   |       | 56   | 86      | 160          | 47        | 23 gennaio 1958   |
| 1981 | 331         | maggio    | Gina Goldberg                  | 91   |       | 61   | 91      | 165          | 48        | 30 giugno 1959    |
| 1981 | 332         | giugno    | Cathy Larmouth                 | 97   |       | 66   | 94      | 173          | 58        | 15 luglio 1953    |
| 1981 | 333         | luglio    | Heidi Sorenson                 | 91   |       | 61   | 86      | 170          | 55        | 5 agosto 1960     |
| 1981 | 334         | agosto    | Debbie Boostrom                | 94   |       | 58   | 86      | 163          | 49        | 23 giugno 1955    |
| 1981 | 335         | settembre | Susan M. Smith                 | 91   |       | 61   | 91      | 173          | 55        | 14 gennaio 1959   |
| 1981 | 336         | ottobre   | Kelly Ann Tough                | 91   |       | 61   | 91      | 170          | 54        | 16 dicembre 1961  |
| 1981 | 337         | novembre  | Shannon Tweed                  | 91   |       | 64   | 91      | 178          | 58        | 10 marzo 1957     |
| 1981 | 338         | dicembre  | Patricia Farinelli             | 91   |       | 64   | 91      | 160          | 52        | 18 marzo 1960     |
| 1982 | 339         | gennaio   | Kimberly McArthur              | 94   |       | 56   | 86      | 160          | 46        | 16 settembre 1962 |
| 1982 | 340         | febbraio  | Anne-Marie Fox                 | 81   |       | 58   | 86      | 173          | 51        | 28 settembre 1962 |
| 1982 | 341         | marzo     | Karen Witter                   | 89   |       | 58   | 84      | 168          | 48        | 13 dicembre 1961  |
| 1982 | 342         | aprile    | Linda Rhys Vaughn              | 86   |       | 58   | 86      | 152          | 45        | 11 agosto 1959    |
| 1982 | 343         | maggio    | Kym Malin                      | 91   |       | 51   | 86      | 165          | 48        | 31 luglio 1962    |
| 1982 | 344         | giugno    | Lourdes Ann Kananimanu Estores | 86   |       | 56   | 84      | 160          | 47        | 11 gennaio 1958   |
| 1982 | 345         | luglio    | Lynda Wiesmeier                | 91   |       | 56   | 91      | 168          | 52        | 30 maggio 1963    |
| 1982 | 346         | agosto    | Cathy St. George               | 86   |       | 56   | 86      | 163          | 47        | 23 agosto 1954    |
| 1982 | 347         | settembre | Connie Brighton                | 86   |       | 56   | 89      | 170          | 52        | 14 maggio 1959    |
| 1982 | 348         | ottobre   | Marianne Gravatte              | 86   |       | 53   | 81      | 173          | 48        | 13 dicembre 1959  |
| 1982 | 349         | novembre  | Marlene Janssen                | 86   |       | 61   | 86      | 175          | 57        | 2 settembre 1958  |
| 1982 | 350         | dicembre  | Charlotte Kemp                 | 86   |       | 58   | 86      | 175          | 53        | 27 gennaio 1961   |
| 1983 | 351         | gennaio   | Lonny Chin                     | 91   |       | 56   | 89      | 170          | 54        | 12 agosto 1960    |
| 1983 | 352         | febbraio  | Melinda Mays                   | 89   |       | 58   | 86      | 163          | 46        | 23 febbraio 1962  |
| 1983 | 353         | marzo     | Alana Soares                   | 86   |       | 56   | 81      | 157          | 47        | 21 febbraio 1964  |
| 1983 | 354         | aprile    | Christina Ferguson             | 86   |       | 56   | 84      | 163          | 48        | 18 marzo 1964     |
| 1983 | 355         | maggio    | Susie Scott                    | 86   |       | 58   | 86      | 165          | 49        | 2 novembre 1963   |
| 1983 | 356         | giugno    | Jolanda Egger                  | 94   |       | 61   | 94      | 173          | 57        | 8 gennaio 1960    |
| 1983 | 357         | luglio    | Ruth Guerri                    | 89   |       | 56   | 86      | 165          | 49        | 12 febbraio 1958  |
| 1983 | 358         | agosto    | Carina Persson                 | 86   |       | 61   | 86      | 160          | 46        | 14 giugno 1958    |
| 1983 | 359         | settembre | Barbara J. Edwards             | 89   |       | 58   | 86      | 165          | 48        | 26 giugno 1960    |
| 1983 | 360         | ottobre   | Tracy Vaccaro                  | 89   |       | 61   | 89      | 173          | 54        | 4 maggio 1962     |
| 1983 | 361         | novembre  | Veronica Gamba                 | 86   |       | 56   | 86      | 173          | 51        | 28 ottobre 1963   |
| 1983 | 362         | dicembre  | Terry Nihen                    | 89   |       | 58   | 84      | 168          | 46        | 17 settembre 1960 |
| 1984 | 363         | gennaio   | Penny Baker                    | 89   |       | 56   | 86      | 173          | 52        | 5 ottobre 1965    |
| 1984 | 364         | febbraio  | Justine Greiner                | 91   |       | 64   | 89      | 175          | 55        | 19 novembre 1963  |
| 1984 | 365         | marzo     | Dona L. Speir                  | 94   |       | 61   | 89      | 170          | 54        | 7 febbraio 1964   |
| 1984 | 366         | aprile    | Lesa Ann Pedriana              | 86   |       | 56   | 81      | 165          | 49        | 24 novembre 1962  |
| 1984 | 367         | maggio    | Patty Duffek                   | 91   |       | 58   | 81      | 165          | 49        | 27 agosto 1963    |
| 1984 | 368         | giugno    | Tricia Lange                   | 91   |       | 56   | 86      | 170          | 50        | 24 aprile 1957    |
| 1984 | 369         | luglio    | Liz Stewart                    | 89   |       | 58   | 86      | 170          | 53        | 3 luglio 1961     |
| 1984 | 370         | agosto    | Suzi Schott                    | 91   |       | 61   | 91      | 173          | 52        | 19 luglio 1961    |
| 1984 | 371         | settembre | Kimberly Evenson               | 91   |       | 64   | 89      | 160          | 48        | 3 novembre 1962   |
| 1984 | 372         | ottobre   | Debi Nicolle Johnson           | 89   |       | 53   | 86      | 165          | 47        | 13 marzo 1958     |
| 1984 | 373         | novembre  | Roberta Vasquez                | 102  |       | 64   | 91      | 173          | 57        | 13 febbraio 1963  |
| 1984 | 374         | dicembre  | Karen Velez                    | 94   |       | 58   | 89      | 170          | 54        | 27 gennaio 1961   |
| 1985 | 375         | gennaio   | Joan Bennett                   | 91   |       | 61   | 89      | 173          | 54        | 30 agosto 1964    |
| 1985 | 376         | febbraio  | Cherie Jean Witter             | 86   |       | 58   | 86      | 175          | 53        | 22 ottobre 1963   |
| 1985 | 377         | marzo     | Donna Smith                    | 94   |       | 61   | 89      | 170          | 48        | 15 marzo 1960     |
| 1985 | 378         | aprile    | Cindy Brooks                   | 86   |       | 58   | 86      | 170          | 52        | 5 novembre 1951   |
| 1985 | 379         | maggio    | Kathleen Ann Shower            | 89   |       | 61   | 89      | 175          | 56        | 8 marzo 1953      |
| 1985 | 380         | giugno    | Devin Renée De Vasquez         | 86   |       | 56   | 86      | 170          | 50        | 25 giugno 1963    |
| 1985 | 381         | luglio    | Hope Marie Carlton             | 91   |       | 56   | 81      | 170          | 51        | 3 marzo 1966      |
| 1985 | 382         | agosto    | Cher Butler                    | 94   |       | 61   | 89      | 170          | 56        | 6 marzo 1964      |
| 1985 | 383         | settembre | Venice Kong                    | 86   |       | 61   | 86      | 165          | 48        | 17 dicembre 1961  |
| 1985 | 384         | ottobre   | Cynthia Brimhall               | 91   |       | 64   | 91      | 173          | 57        | 10 marzo 1964     |
| 1985 | 385         | novembre  | Pamela Annette Saunders        | 91   |       | 61   | 89      | 165          | 50        | 9 luglio 1963     |
| 1985 | 386         | dicembre  | Carol Ficatier                 | 89   |       | 58   | 89      | 170          | 54        | 20 febbraio 1958  |
| 1986 | 387         | gennaio   | Sherry Arnett                  | 91   |       | 56   | 86      | 165          | 47        | 2 ottobre 1964    |
| 1986 | 388         | febbraio  | Julie Michelle McCullough      | 91   |       | 61   | 89      | 170          | 52        | 30 gennaio 1965   |
| 1986 | 389         | marzo     | Kim Morris                     | 89   |       | 58   | 89      | 168          | 54        | 7 ottobre 1958    |
| 1986 | 390         | aprile    | Teri Weigel                    | 86   | B     | 53   | 86      | 170          | 49        | 24 febbraio 1962  |
| 1986 | 391         | maggio    | Christine Richters             | 86   |       | 61   | 86      | 168          | 49        | 3 agosto 1966     |
| 1986 | 392         | giugno    | Rebecca Michelle Ferratti      | 86   |       | 61   | 86      | 165          | 48        | 27 novembre 1964  |
| 1986 | 393         | luglio    | Lynne Austin                   | 89   |       | 61   | 89      | 168          | 50        | 15 aprile 1961    |
| 1986 | 394         | agosto    | Ava Fabian                     | 91   |       | 61   | 86      | 170          | 52        | 4 aprile 1962     |
| 1986 | 395         | settembre | Rebekka Lynn Armstrong         | 86   |       | 58   | 81      | 170          | 50        | 20 febbraio 1967  |
| 1986 | 396         | ottobre   | Katherine Hushaw               | 89   |       | 58   | 86      | 168          | 49        | 23 ottobre 1963   |
| 1986 | 397         | novembre  | Donna Edmondson                | 91   |       | 58   | 89      | 178          | 58        | 1º febbraio 1966  |
| 1986 | 398         | dicembre  | Laurie Ann Carr                | 86   |       | 53   | 84      | 170          | 47        | 11 dicembre 1965  |
| 1987 | 399         | gennaio   | Luann L. Lee                   | 89   |       | 58   | 86      | 165          | 48        | 28 gennaio 1961   |
| 1987 | 400         | febbraio  | Julie Ann Peterson             | 97   |       | 61   | 91      | 173          | 59        | 29 settembre 1964 |
| 1987 | 401         | marzo     | Marina Augusta Baker           | 86   | EE    | 58   | 89      | 170          |           | 8 dicembre 1967   |
| 1987 | 402         | aprile    | Anna Clark                     | 81   | D     | 58   | 86      | 155          | 45        | 19 ottobre 1966   |
| 1987 | 403         | maggio    | Kymberly Paige                 | 86   |       | 61   | 89      | 173          | 55        | 6 aprile 1966     |
| 1987 | 404         | giugno    | Sondra Elizabeth Greenberg     | 89   |       | 53   | 84      | 170          | 49        | 22 luglio 1958    |
| 1987 | 405         | luglio    | Carmen Berg                    | 89   |       | 58   | 89      | 170          | 52        | 17 agosto 1963    |
| 1987 | 406         | agosto    | Sharry Konopski                | 81   | DD    | 56   | 86      | 157          | 46        | 2 dicembre 1967   |
| 1987 | 407         | settembre | Gwendolyn Hajek                | 91   |       | 61   | 91      | 170          | 54        | 18 novembre 1966  |
| 1987 | 408         | ottobre   | Brandi Brandt                  | 91   |       | 61   | 89      | 165          | 48        | 2 novembre 1968   |
| 1987 | 409         | novembre  | Pamela Jean Stein              | 86   |       | 58   | 84      | 165          | 48        | 13 agosto 1963    |
| 1987 | 410         | dicembre  | India Allen                    | 89   |       | 61   | 86      | 180          | 58        | 1º giugno 1965    |
| 1988 | 411         | gennaio   | Kimberley Conrad               | 91   |       | 61   | 91      | 175          | 56        | 6 agosto 1963     |
| 1988 | 412         | febbraio  | Kari Kennell                   | 86   |       | 56   | 84      | 165          | 46        | 21 giugno 1964    |
| 1988 | 413         | marzo     | Susie Diane Owens              | 89   |       | 64   | 89      | 173          | 53        | 28 maggio 1956    |
| 1988 | 414         | aprile    | Eloise Broady                  | 91   |       | 64   | 89      | 173          | 57        | 13 maggio 1957    |
| 1988 | 415         | maggio    | Diana Lee                      | 91   |       | 61   | 89      | 170          | 54        | 11 maggio 1961    |
| 1988 | 416         | giugno    | Emily Arth                     | 89   |       | 61   | 89      | 170          | 50        | 18 ottobre 1960   |
| 1988 | 417         | luglio    | Terri Lynn Doss                | 91   |       | 56   | 81      | 168          | 50        | 4 settembre 1965  |
| 1988 | 418         | agosto    | Helle Michaelsen               | 89   |       | 61   | 84      | 168          |           | 2 novembre 1968   |
| 1988 | 419         | settembre | Laura Richmond                 | 91   |       | 61   | 86      | 160          | 48        | 23 agosto 1966    |
| 1988 | 420         | ottobre   | Shannon Long                   | 91   |       | 53   | 81      | 160          | 43        | 11 febbraio 1969  |
| 1988 | 421         | novembre  | Pia Reyes                      | 89   |       | 61   | 89      | 173          | 56        | 3 luglio 1964     |
| 1988 | 422         | dicembre  | Kata Kârkkâinen                | 89   |       | 61   | 89      | 168          | 52        | 27 ottobre 1968   |
| 1989 | 423         | gennaio   | Fawna MacLaren                 | 89   |       | 61   | 89      | 178          | 56        | 18 dicembre 1965  |
| 1989 | 424         | febbraio  | Simone Fleurice Eden           | 94   | B     | 61   | 89      | 165          | 53        | 14 giugno 1970    |
| 1989 | 425         | marzo     | Laurie Jo Wood                 | 94   |       | 61   | 91      | 178          | 57        | 23 giugno 1967    |
| 1989 | 426         | aprile    | Jennifer Lyn Jackson           | 97   |       | 61   | 86      | 170          | 53        | 21 marzo 1969     |
| 1989 | 427         | maggio    | Monique Noel                   | 91   |       | 58   | 89      | 170          | 52        | 28 aprile 1967    |
| 1989 | 428         | giugno    | Tawnni Cable                   | 91   |       | 61   | 86      | 175          | 55        | 1º maggio 1967    |
| 1989 | 429         | luglio    | Erika Eleniak                  | 86   |       | 61   | 81      | 165          | 49        | 29 settembre 1969 |
| 1989 | 430         | agosto    | Gianna Amore                   | 97   |       | 61   | 86      | 170          | 50        | 5 aprile 1968     |
| 1989 | 431         | settembre | Mirjam van Breeschooten        | 91   |       | 61   | 86      | 168          | 53        | 15 novembre 1970  |
| 1989 | 432         | settembre | Karin van Breeschooten         | 89   |       | 58   | 86      | 163          | 47        | 15 novembre 1970  |
| 1989 | 433         | ottobre   | Karen Patricia Foster          | 91   |       | 53   | 81      | 163          | 48        | 21 aprile 1965    |
| 1989 | 434         | novembre  | Reneé Tenison                  | 91   |       | 58   | 81      | 168          | 51        | 2 dicembre 1968   |
| 1989 | 435         | dicembre  | Petra Verkaik                  | 94   |       | 61   | 89      | 173          | 55        | 4 novembre 1966   |